# Гашпар, Цецилия
Цецилия Гашпар (венг. Gáspár Cecília; 11 сентября 1984, Будапешт — 9 сентября 2024) — венгерская футболистка, защитник.

## Карьера

### Клубная карьера
Во взрослом футболе дебютировала в 2005 году в венгерском женском футбольном клубе «Фемина», в составе которого выступала на протяжении первых двух сезонов своей игровой карьеры.
В 2007 году присоединилась к женскому составу чешского клуба «Зброёвка», а уже спустя один сезон перешла в немецкую команду «Крайльсхайм». В 2009 году стала выступать за клуб «Эссен», откуда спустя один сезон перешла в «Вюрцбург». Спустя два сезона перешла в другую немецкую женскую футбольную команду «Фаурндау», после чего присоединилась к «Фаурндау», где и завершила профессиональную игровую карьеру в 2014 году в возрасте 30 лет.

### Карьера в сборной
В 2005 году дебютировала в официальных матчах с составе женской национальной сборной Венгрии по футболу, а спустя некоторое время была назначена её капитаном.
Всего в составе национальной команды приняла участие в 28 матчах, не отметившись забитыми мячами.

### Смерть
Скончалась 9 сентября 2024 года в возрасте 39 лет.